# Walter Oudney
Walter Oudney, né vers 1790 et mort le 12 janvier 1824, est un médecin et explorateur écossais.

## Biographie
Il obtint son doctorat de médecine à Edimbourg en 1817 et devient deux ans plus tard membre de la Wernerian Natural History Society (en) aux côtés de son ami et collègue James Robinson Scott (en).
Consul de Grande-Bretagne chargé de la promotion du commerce dans le royaume de Bornou en Afrique subsaharienne, il quitte Tripoli au début de 1822 avec Dixon Denham et Hugh Clapperton dans le but d'atteindre le Bornou où il pénètre en février 1823, devenant ainsi le premier Européen à effectuer une traversée nord-sud du désert du Sahara.
Malade, il meurt le 12 janvier 1824 dans le village de Murmur, près de la ville de Katagum.
Au cours de son voyage, il a ramassé des plantes régionales et, après sa mort, le botaniste écossais Robert Brown a nommé le genre botanique Oudneya de la famille des Brassicaceae en son honneur.
En 1826, est publié en deux volumes son Narrative of Travels and Discoveries in Northern and Central Africa in the years 1822, 1823, and 1824.